# Stephen Davies (Autor)
Stephen Davies (* 28. Juli 1976, Vereinigtes Königreich) ist ein britischer Schriftsteller und Missionar.

## Leben

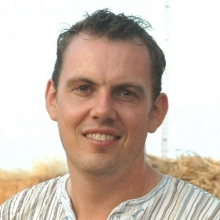
Stephen Davies 2012

Stephen Davies wurde 1976 in Großbritannien geboren. Nach seiner Schullaufbahn lebte er dreizehn Jahre lang als Englischlehrer und Missionar bei den Fulani-Nomaden im afrikanischem Land Burkina Faso. Während seiner Zeit dort schrieb er viele Zeitungsartikel für The Guardian Weekly und die Sunday Times. Mit Sophie and the Albino Camel erschien sein erstes Kinderbuch, welches den Glen Dimplex Award für Kinderliteratur gewann. Seitdem schreibt er erfolgreich Jugendbücher, von denen die meisten von seiner Zeit in Afrika inspiriert sind. 2014 zog er zurück nach England, wo er heute mit seiner Frau und den zwei gemeinsamen Töchtern in London lebt.

## Werke (Auswahl)
- Titanic – 24 Stunden bis zum Untergang, Aladin, Hamburg 2018, ISBN 978-3-8489-2116-4
- Blood & Ink, Aladin, Hamburg 2016, ISBN 978-3-8489-6034-7